# Festas em honra de Nossa Senhora da Piedade
As festas em honra de Nossa Senhora da Piedade realizam-se anualmente na cidade da Póvoa de Santa Iria, Município de Vila Franca de Xira. Por hábito, estas festas realizam-se no primeiro fim-de-semana do mês de Setembro iniciando-se na Quinta-Feira e terminando no Domingo.
Do programa constam os espectáculos musicais, as largadas de touros ao estilo Ribatejano, a sardinhada, as cerimónias religiosas da Bênção dos barcos avieiros, do terço e procissão, entre muitas outras coisas.
Realizou-se em 2010 a XXIV edição desta festa.